# Argentina i olympiska vinterspelen 1968
Argentina deltog i olympiska vinterspelen 1968. Argentinas trupp bestod av 5 idrottare, 2 var män och 3 var kvinnor.

## Trupp
- Alpin skidåkning
  - Gustavo Ezquerra
  - Ana Sabine Naumann
  - Helga María Sista
  - Roberto Thostrup
  - Irene Viaene

## Resultat

### Alpin skidåkning
- Störtlopp herrar
  - Gustavo Ezquerra - 55
  - Roberto Thostrup - 57
- Storslalom herrar
  - Roberto Thostrup - 61
  - Gustavo Ezquerra - 63
- Slalom herrar
  - Gustavo Ezquerra - DNF
  - Roberto Thostrup - DNF
- Storslalom damer
  - Irene Viaene - 37
  - Helga María Sista - 38
  - Ana Sabine Naumann - DNF
- Slalom damer
  - Helga María Sista - 27
  - Ana Sabine Naumann - 29
  - Irene Viaene - DNF